# Forniolo
Forniolo era una frazione di Forlì che dal 2021 confluisce nel quartiere La Selva Forniolo San Leonardo. Si trova a 9 km da Forlì e a 3 km da Forlimpopoli.

## Storia
Il toponimo deriva dalla presenza di un piccolo forno o fornace esistente nella zona. Un'attestazione si ha nel 1260 dove si cita Villa Fornoy.
Nel 1880 viene istituita la scuola elementare (l'edificio, in via del Bosco 20/22, è stato poi occupato da un'azienda agricola) e nel 1923 la biblioteca scolastica intitolata a Gabriele D'Annunzio e contenente 143 volumi. 
Nel 1853 dal censimento risultano 42 case e 50 famiglie, con un totale di 365 abitanti che calano nel 1881 e aumentano nel 1901 fino a 435.
Il 5 giugno 1944 un quadrimotore americano è caduto nella frazione per avaria. Degli undici che si lanciano dall'aereo prima che precipiti vengono catturati tutti tranne il tenente James Henry Longino che è protagonista di una rocambolesca fuga che lo porta a nascondersi nelle campagne e poi a fuggire fino a Ferrara. Tutti comunque rientreranno negli Stati Uniti a conflitto finito .

## Luoghi d'interesse
La zona è prevalentemente agricola per vocazione e caratterizzata da una strada che la attraversa, denominata, con antica voce, via del Bosco. D'altronde la frazione limitrofa, oggi accorpata nello stesso quartiere, viene chiamata La Selva, a indicare la presenza antica di zone anche con fitta vegetazione. 
Nella frazione è presente una parrocchia, con la chiesa di San Giorgio, le cui forme attuali risalgono al 1860.
Nella vicina Fornò, sorge il Santuario di Santa Maria delle Grazie.